# Ariane Lüthi
Ariane Lüthi (1983) es una deportista suiza que compite en ciclismo de montaña en la disciplina de campo a través.
Ganó una medalla de bronce en el Campeonato Mundial de Ciclismo de Montaña en Maratón de 2020 y una medalla de bronce en el Campeonato Europeo de Ciclismo de Montaña en Maratón de 2018.

## Medallero internacional
| Campeonato Mundial | Campeonato Mundial   | Campeonato Mundial | Campeonato Mundial |
| Año                | Lugar                | Medalla            | Competición        |
| ------------------ | -------------------- | ------------------ | ------------------ |
| 2020               | Sakarya (Turquía)    | Medalla de bronce  | Campo a través     |
| Campeonato Europeo |                      |                    |                    |
| Año                | Lugar                | Medalla            | Competición        |
| 2018               | Spilimbergo (Italia) | Medalla de bronce  | Campo a través     |